# SN 2004gl
SN 2004gl – supernowa typu Ia odkryta 21 listopada 2004 roku w galaktyce M+08-16-31. W momencie odkrycia miała maksymalną jasność 18,40m.